# Zostérops de Woodford
Woodfordia superciliosa
Espèce
Statut de conservation UICN

 LC  : Préoccupation mineure
Le Zostérops de Woodford (Woodfordia superciliosa) est une espèce d'oiseaux de la famille des Zosteropidae.
Cette espèce est uniquement présente dans les îles Salomon.